# Chiquintad
Chiquintad é uma paróquia localizada no norte do cantão de Cuenca, na província de Azuay, no Equador. Possui 93,58 quilômetros quadrados e 4826 habitantes. Existem duas versões a respeito da origem do seu nome, a primeira é de que é uma tradução da língua quíchua, que significa "Ruínas de Fogo", já que a paróquia foi construída sobre as ruínas de um local onde teve um grande incêndio. Já a segunda diz que é proveniente da fala de Cañari Arucana, que disse que o lugar é mal assombrado, devido a estar coberto por nuvens densas, dando ideia de um lugar triste e de má sorte.